# Roberto Guiducci
Roberto Guiducci (Milano, 23 giugno 1923 – Milano, 8 aprile 1998) è stato un urbanista, sociologo e ingegnere italiano.

## Biografia
Laureatosi in Ingegneria civile, approfondì l'interesse verso gli aspetti sociologici dell'urbanistica, che giunsero al culmine con il saggio Ti uccido come un cane, magia nera in età nucleare. Parallelamente sviluppò interessi letterari e poetici, anche grazie alla vicinanza con la sociologia industriale di stampo olivettiano. Nel 1955 insieme a sua moglie Armanda Giambrocono, a Franco Fortini, Franco Momigliano e Alessandro Pizzorno, fondò la rivista Ragionamenti. Fu professore di sociologia alla Facoltà di letterature straniere dello Iulm di Milano, ateneo per il quale aveva progettato la nuova sede.
Nel 1958 fondò una delle prime Società di ingegneria Italiane, in partnership con Carlo e Giulio Rusconi Clerici, la Tekne S.p.A., che sarebbe confluita nel 1972 nella Valtolina Rusconi Clerici (oggi TEKNE). 
Le sue ceneri riposano in una celletta del Cimitero Maggiore di Milano.

## Premi e riconoscimenti
- Nel 1971 ha ricevuto il Premio Sila sezione saggistica per Marx dopo Marx.[3]

## Libri
- New Deal socialista - Vallecchi editore, 1965
- Costituente aperta (Le nuove frontiere del socialismo in Italia) - Vallecchi editore, 1966
- Marx dopo Marx, Milano, Mondadori, 1970.
- L'orlo dello zero, Milano, Rizzoli, 1970, SBN SBL0381562.
- Socialismo e verità - Einaudi (1976)
- Un mondo capovolto - Perché il futuro è bloccato - Rizzoli (1979)
- Moneta per Caronte - Lanfranchi (1988)
- Periferie: le voci dei cittadini - FrancoAngeli (1993)
- Solitudine sociale - con Domenico De Maio - Omega (1996)
- Il suicidio. Analisi e cura, con Domenico De Maio e F. Vaccaneo - Omega (1997)